# Broeder Klauskapel
De Broeder Klauskapel (Duits: Bruder-Klaus-Feldkapelle) is een modern bouwwerk dat dienst doet als Rooms-Katholieke veldkapel in het Duitse dorp Mechernich-Wachendorf in de Eifel. De kapel is ontworpen door de Zwitserse architect Peter Zumthor in opdracht van het boerenechtpaar Trudel en Hermann-Josef Scheidtweiler. Ze werd door de plaatselijke bevolking gebouwd op een heuvel midden in een agrarisch landschap, voornamelijk met materiaal dat uit de directe omgeving komt.

## Ontstaansgeschiedenis
De kapel is gesticht door het echtpaar Hermann-Josef en Trudel Scheidtweiler dat een boerenbedrijf voerde en al lange tijd de wens had om op eigen grond een kapel te stichten 'uit dankbaarheid voor een goed en vervuld leven'. De kapel zou gewijd moeten worden aan de in Zwitserland bekende Rooms-Katholieke heilige voor de vrede, de kluizenaar Nicolaas van Flüe ('Broeder Klaus'). De Scheidtweilers organiseerden jaarlijks bedevaarten voor de Landjugend, een katholieke jeugdorganisatie, waar Nicolaas van Flüe schutspatroon van is.
In september 1998 verscheen in de Frankfurter Algemeine Zeitung een artikel over de bouw van het bisschoppelijk Kolumba museum in Keulen naar ontwerp van de Zwitserse architect Peter Zumthor die wereldwijd bekendheid geniet vanwege zijn moderne minimalistische werk. De Scheidtweilers stuurden een brief aan Zumthor met de vraag of hij een kapel voor hen kon bouwen, naar een grove schets die de boeren zelf hadden gemaakt.
Zumthor antwoordde dat zijn honorarium voor hen te hoog zou zijn, dat hij uitsluitend in een moderne, minimalistische stijl bouwt en dat hij gewoonlijk alle details zelf wil bepalen. Omdat Nicolaas van Flüe de patroonheilige van Zwitserland is en tevens de favoriete heilige van zijn moeder, stemde Zumthor er desalniettemin mee in het echtpaar te ontmoeten en nam hij de opdracht aan. Het zou uiteindelijk negen jaar duren tot de oplevering, vooral omdat Zumthor pas zeven jaar na de toezegging met bouwtekeningen kwam en met de bouw kon worden begonnen. Naar verluidt heeft Zumthor uiteindelijk geen honorarium gevraagd voor ontwerp en bouwbegeleiding van de kapel.
De kapel staat op een heuvel midden in een groot stuk open akkerbouwland en is gebouwd door boerenfamilies uit de omgeving en vrienden van het echtpaar. Het is bedoeld als devotiekapel en er vinden geen kerkdiensten plaats. Omdat er vaak ook bezoekers komen die geïnteresseerd zijn in de architectuur en foto's willen maken, is niet altijd de voor inkering gewenste rust aanwezig.

## Architectonisch ontwerp en bouwtechiek

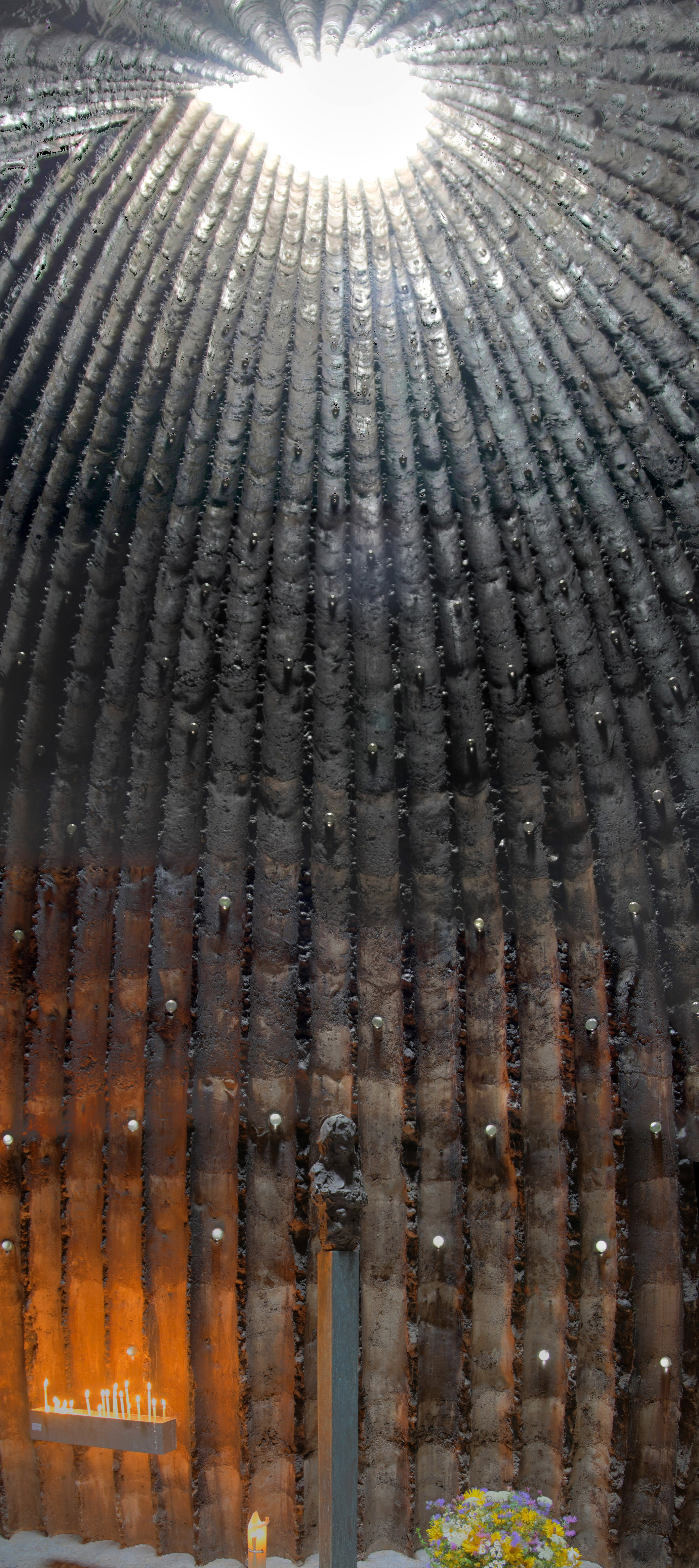
Interieur met lichtopening in het dak

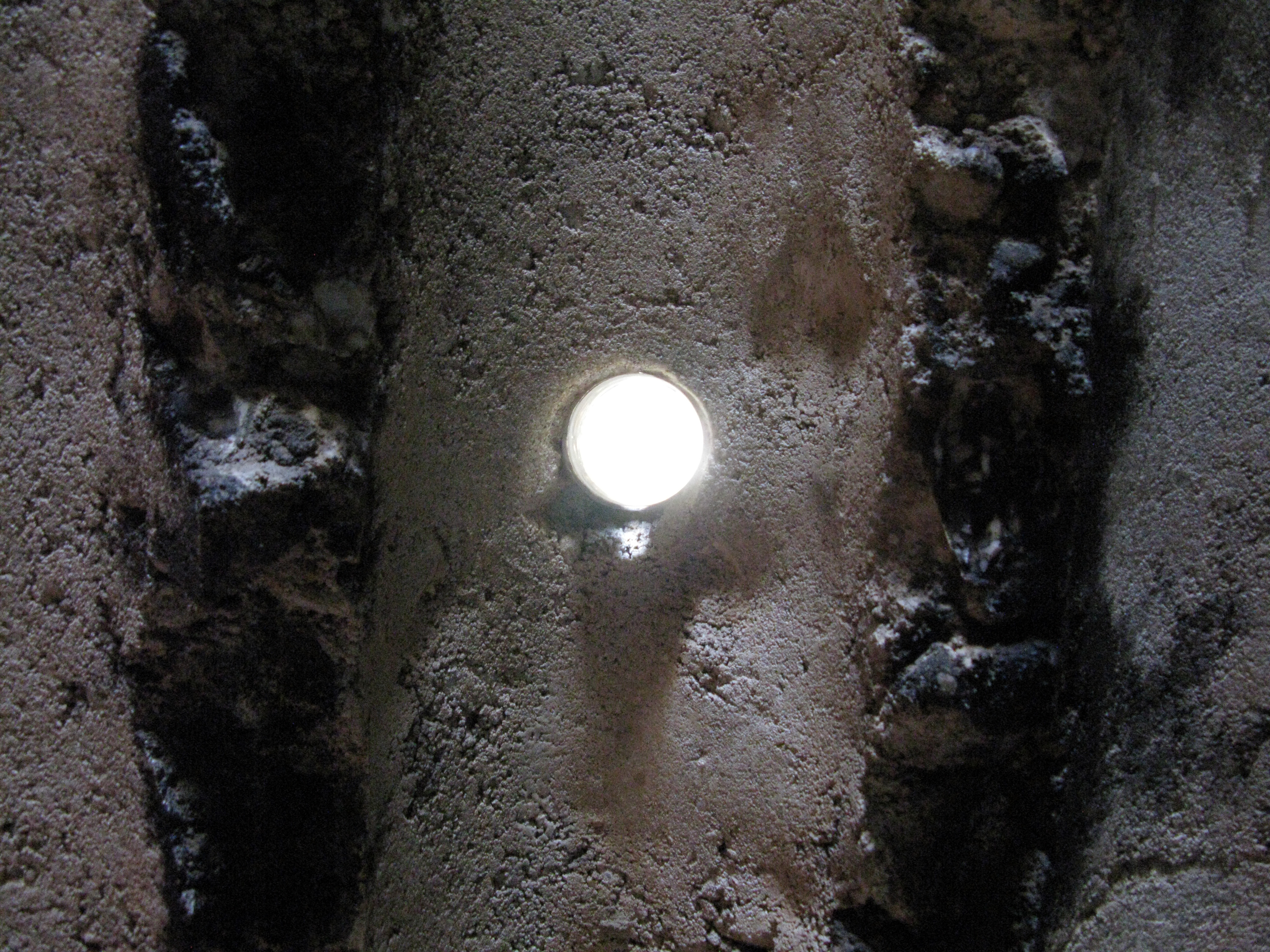
Detail van de ruwe, zwart geblakerde binnenwand met licht dat door de mondgeblazen glasdruppels naar binnen valt.

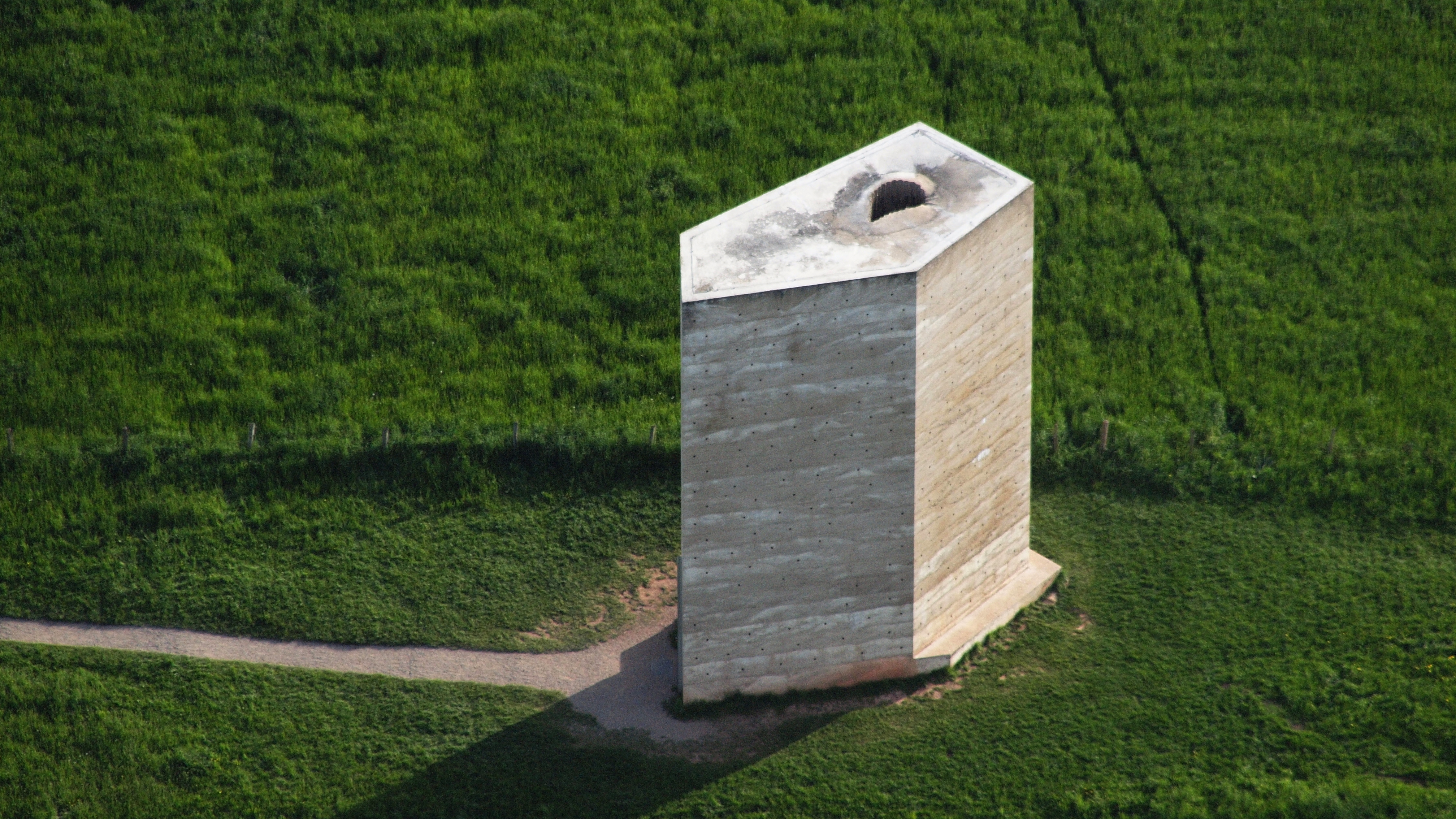
Luchtopname uit 2015

Bij het ontwerpen is uitgegaan van de vier elementen licht, vuur, water en lucht en gebruik van materiaal afkomstig uit de directe omgeving. De kapel bestaat uit twaalf meter hoge betonnen wanden in de vorm van een onregelmatige vijfhoek. Er is een goedkope, traditionele bouwtechniek gebruikt om de bouwkosten te drukken, Fachwerk genaamd. Eerst werden 112 sparrenstammen, gekapt uit een bos in het naburige Bad Münstereifel, als een tipi opgesteld om de binnenruimte te vormen. Daar omheen werd een bekisting gemaakt en betonijzer aangebracht. De bekisting werd op afstand gehouden door holle buizen. De ontstane binnenruimte werd vervolgens laag voor laag gevuld met stampbeton. Het beton werd gemengd van ter plaatse verkregen rood en geel eiffelzand en rivierkiezels. Omdat elk van de 24 lagen enkele weken moest uitharden, duurde dit proces een jaar. Vervolgens werden de boomstammen aangestoken met een laagbrandend vuur dat drie weken brandde om het hout te doen verkolen. Het hout wordt daardoor sterker. Na het verwijderen van de verkoolde boomstammen bleef een holle, zwartgeblakerde binnenruimte over.
De ruimte loopt naar boven toe in een druppel- of bladvormige opening, die een oculus vormt in het dak van de kapel. Hierdoor dringt zonlicht, maar ook regen naar binnen.
De ruwe vloer is gemaakt van een twee centimeter dikke tin-loodlegering die ter plaatse gegoten is. Het materiaal refereert aan de loodmijnen van Mechernich. De vloer vangt het regenwater op dat de kapel binnendringt. De ambiance is daardoor elke periode van het jaar anders. De vier elementen vuur, water, aarde en lucht worden hier verenigd.
De 350 horizontale holle pijpen die de bekisting bij elkaar hielden, werden afgesloten met mondgeblazen glasdruppels, zodat hier ook licht door naar binnendringt. Het geeft het effect van een sterrenhemel.
Toegang tot de kapel verkrijgt men door een hoge, driehoekige stalen deur die verwijst naar de Heilige Drie-eenheid. Boven de deur hangt een ijzeren kruis. Het grondplan heeft een druppelvorm net als de oculus. Na het betreden van de ingang vertoont de ruimte een lichte kromming naar links, zodat het centrale gedeelte van de kapel pas na enkele meters wordt ontsloten voor de bezoeker.

## Interieur en decoratie
Het interieur is spartaans. Het bouwwerk heeft geen enkele gas-, water- en elektriciteitsaansluiting. Voor het licht is het gebouw afhankelijk van het buitenlicht; dat valt naar binnen door de open oculus in het dak en de glazen lichtkogels. Naast licht valt ook de regen door de oculus in het dak naar binnen.
Op een zuil staat een bronzen borstbeeld van Broeder Klaus, gemaakt door de Zwitserse beeldhouwer Hans Josephsohn. Hierin bevindt zich ook een relikwie van de heilige. Langs de muur staat een eenvoudige bank en een kaarsenbak voor devotiekaarsen.
Aan de muur hangt een messing zesspakig wiel, het meditatieteken van Klaus van Flüe.

## Symboliek
Het gebouw als geheel interpreteert het bidden en werken van broeder Klaus. De nadruk ligt op de binnenruimte en daarmee op de geïsoleerde levenswijze van Klaus. Het minimalistische karakter van de bouw verwijst naar het teruggetrokken, eenvoudige en ascetische leven.
De oculus in het dak gelijkt op een staart van een vallende ster en verwijst naar Klaus' visioen in de moederschoot. De opgaande wanden en het licht dat door het dak valt symboliseren de weg naar God en de toren die Broeder Klaus zag in zijn visioen.
Aan de buitenkant is nauwelijks te zien dat het om een religieus bouwwerk gaat. Alleen de bijzondere driehoekige deur (een verwijzing naar de heilige drie-eenheid) en een eenvoudig Grieks kruis verraden dat het om een religieus bouwwerk gaat.

## Waardering
Het gebouw wordt gewaardeerd als een mooi voorbeeld van religieuze moderne architectuur. Vooral het contrast tussen het verborgen, mystieke interieur en de minimalistische buitenkant is bijzonder. Ook de inpassing in het landschap wordt gezien als zeer geslaagd.
De kapel trekt jaarlijks veel bezoekers. Niet alleen gelovigen die komen om te bidden, maar ook veel architecten en architectuurliefhebbers, zodat het er druk kan zijn. Dat leidt soms tot conflicten met gelovigen en omwonenden.
In 2009 werd aan Zumthor onder andere voor dit ontwerp de Pritzker Prize toegekend.

## Fotogalerij

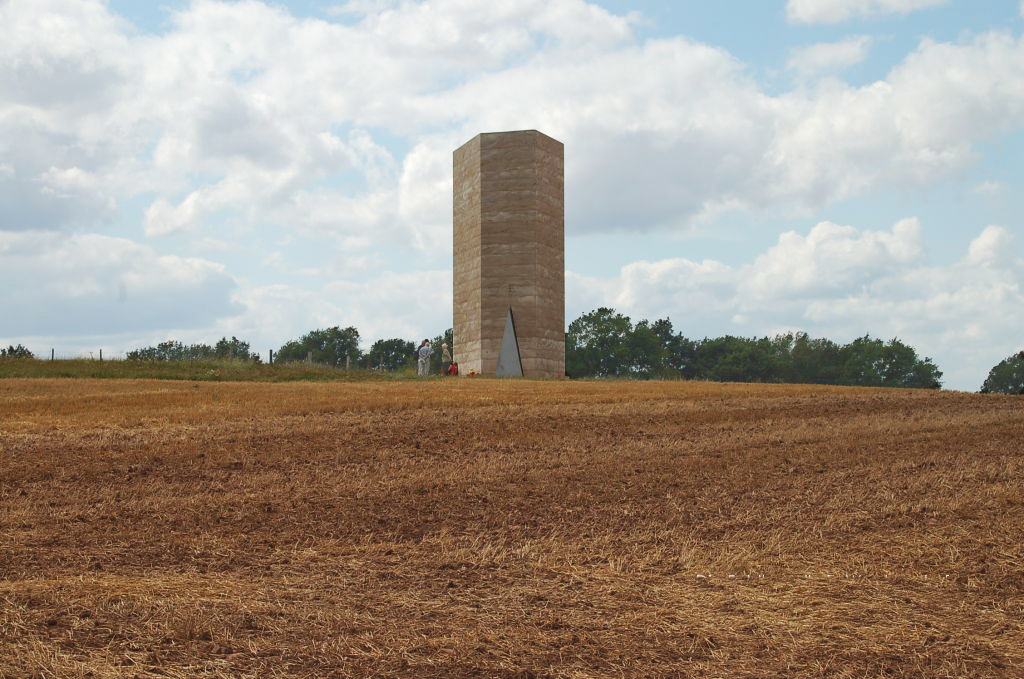
Aanzicht vanuit het noord-westen
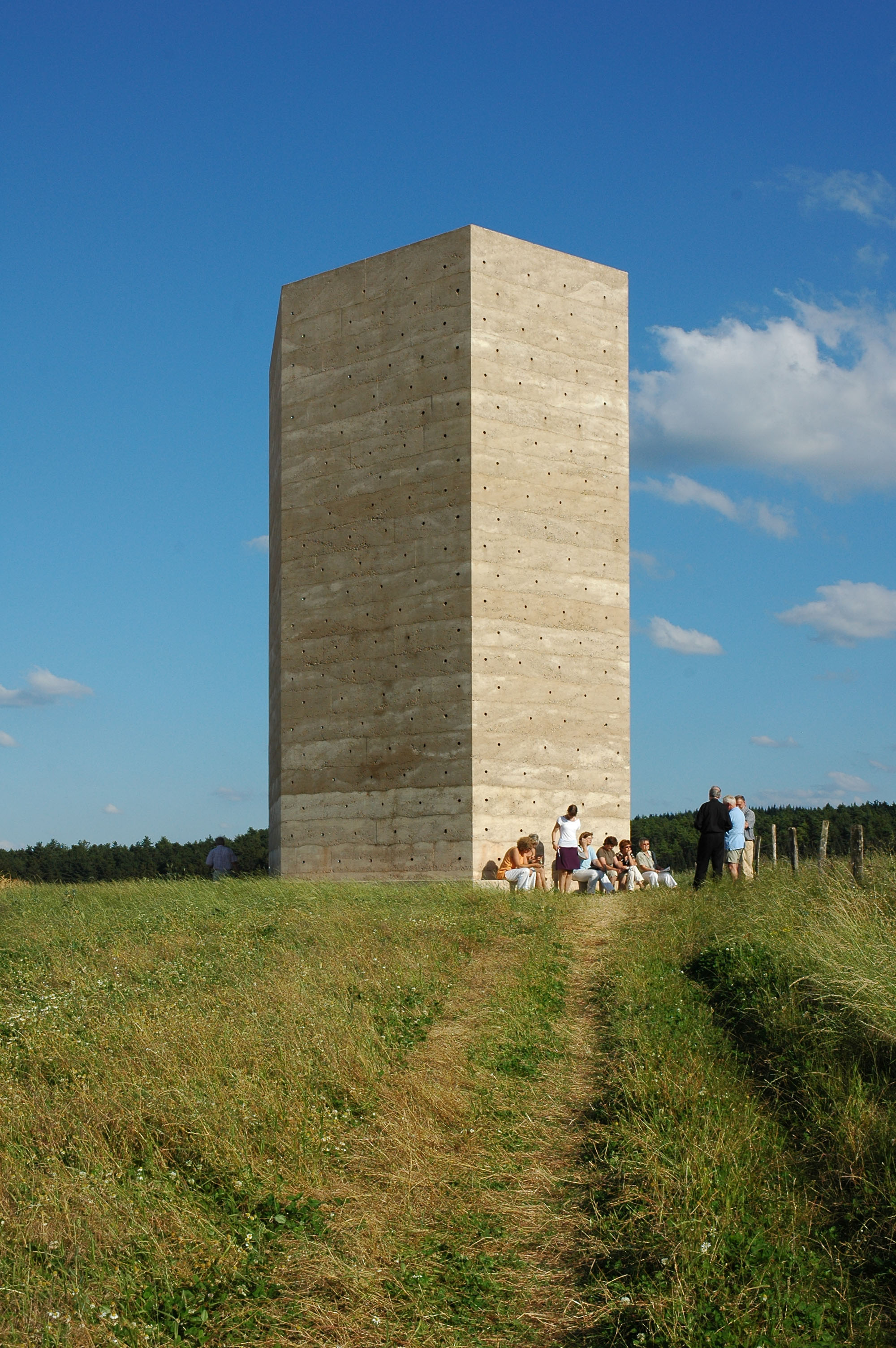
De kapel in het veld
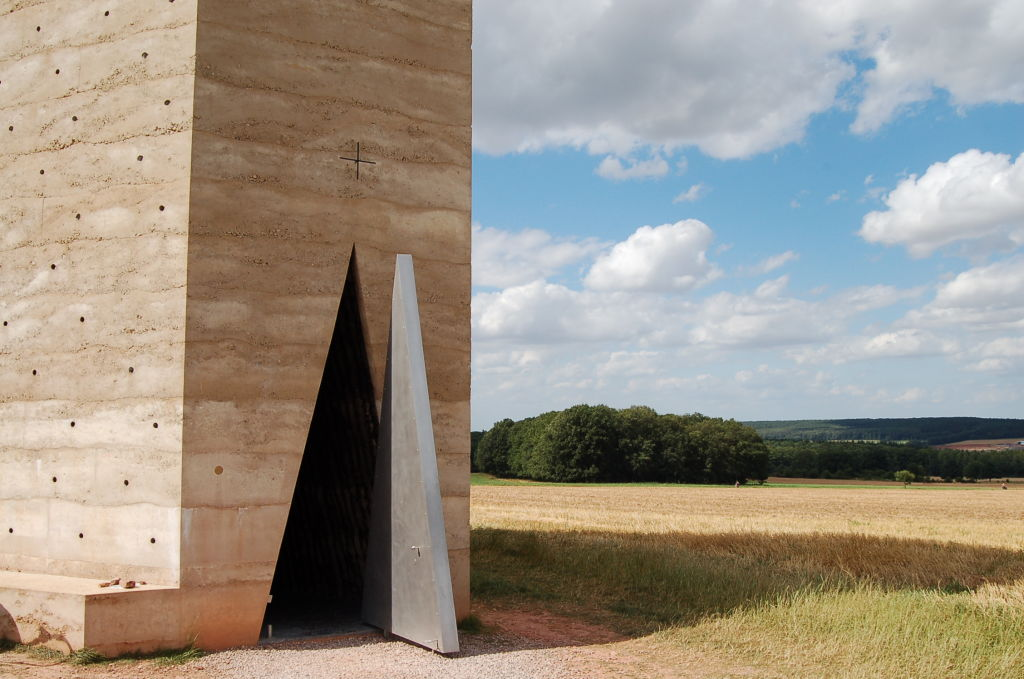
Ingang
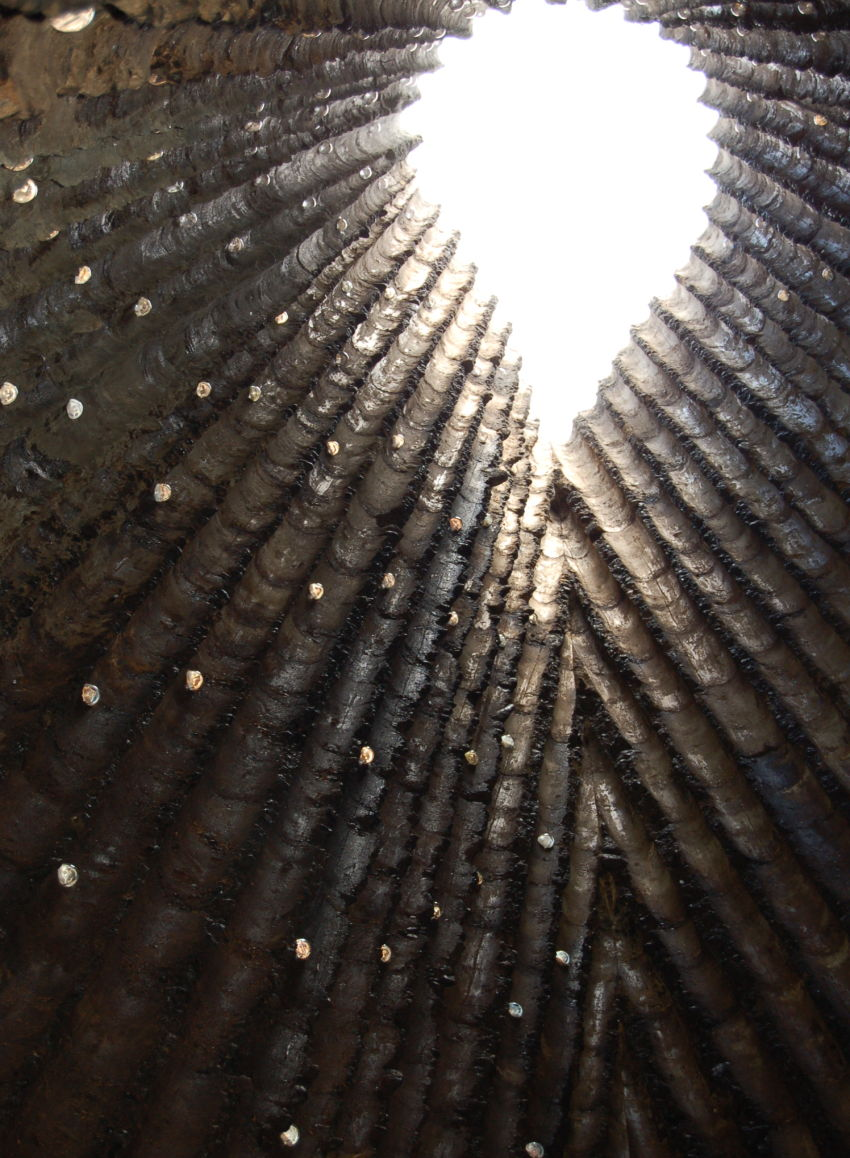
Oculus
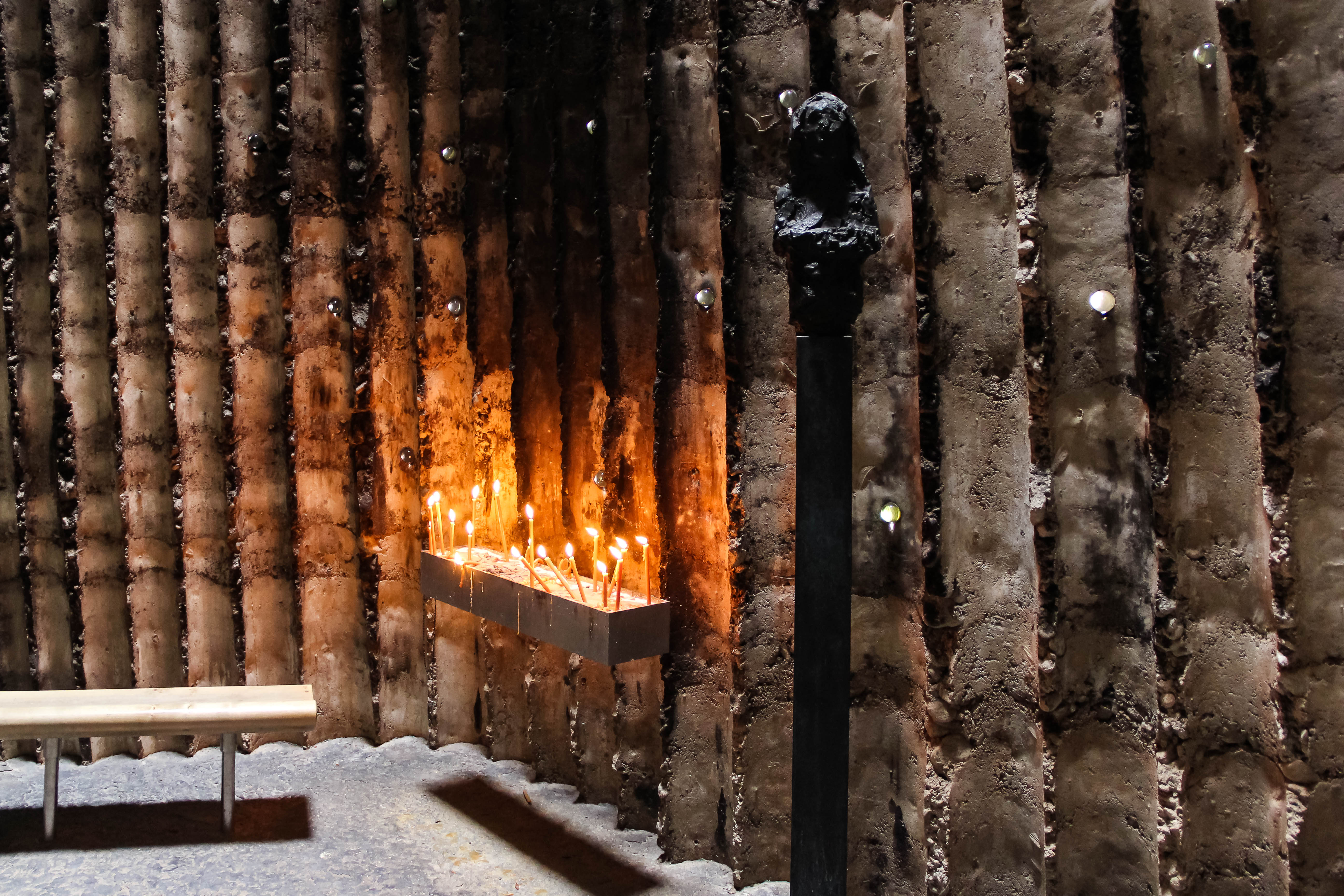
Interieur
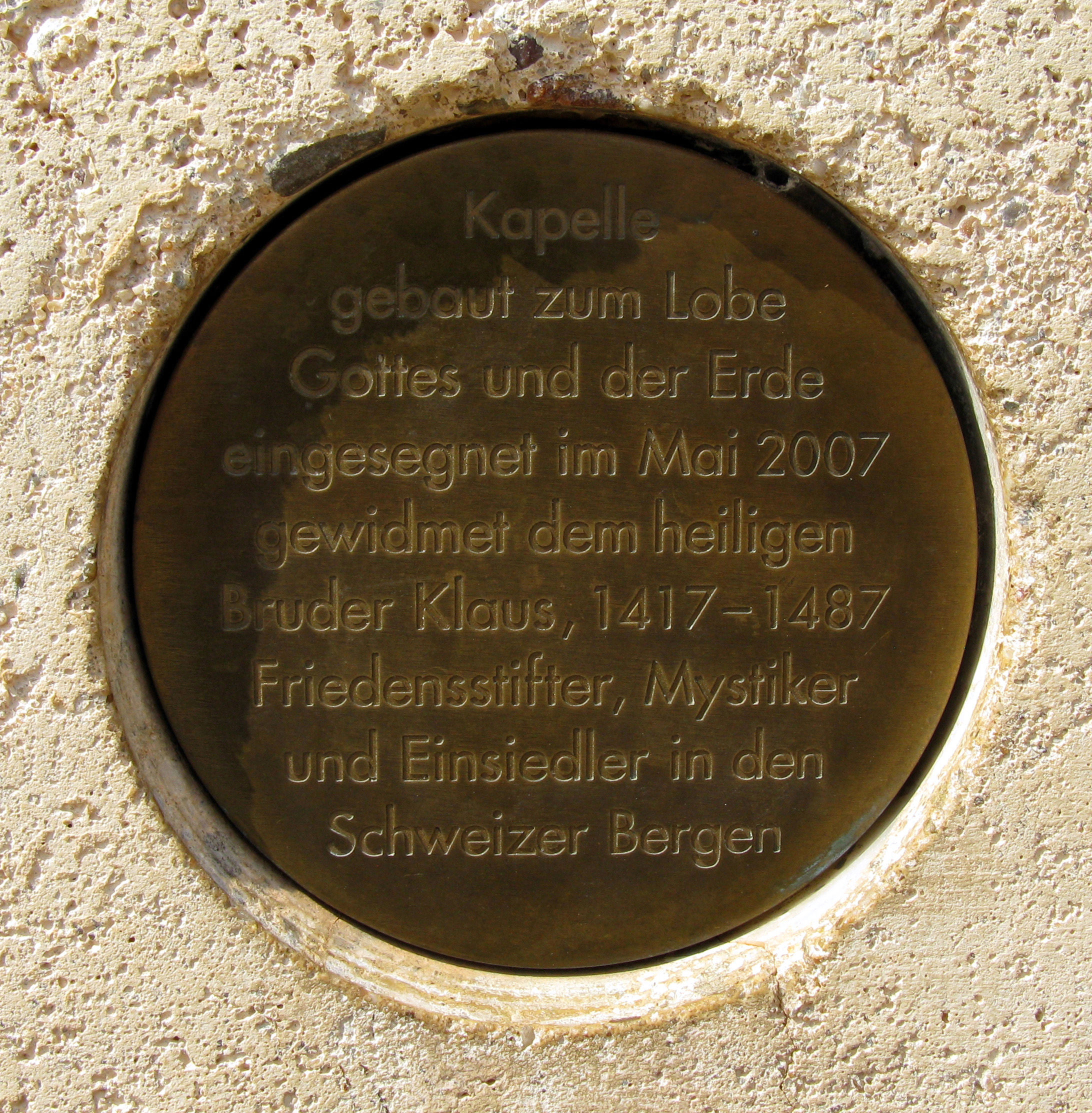
Plaquette met inscriptie